# Tallaperns

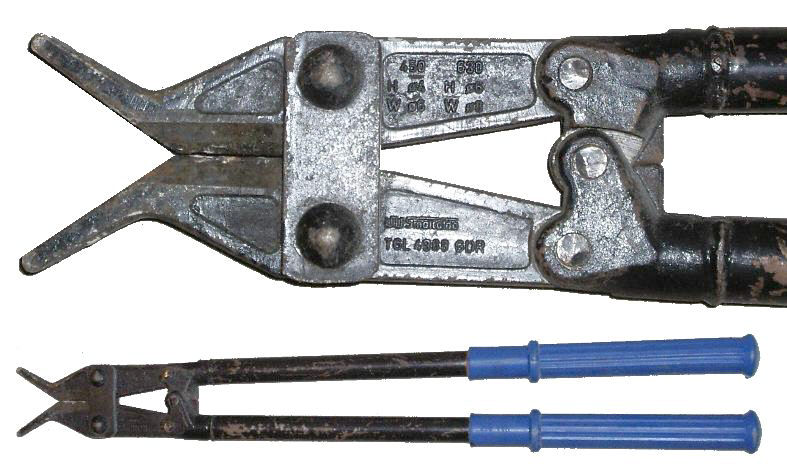
Superior: capçal d'un tallaperns; inferior: vista general

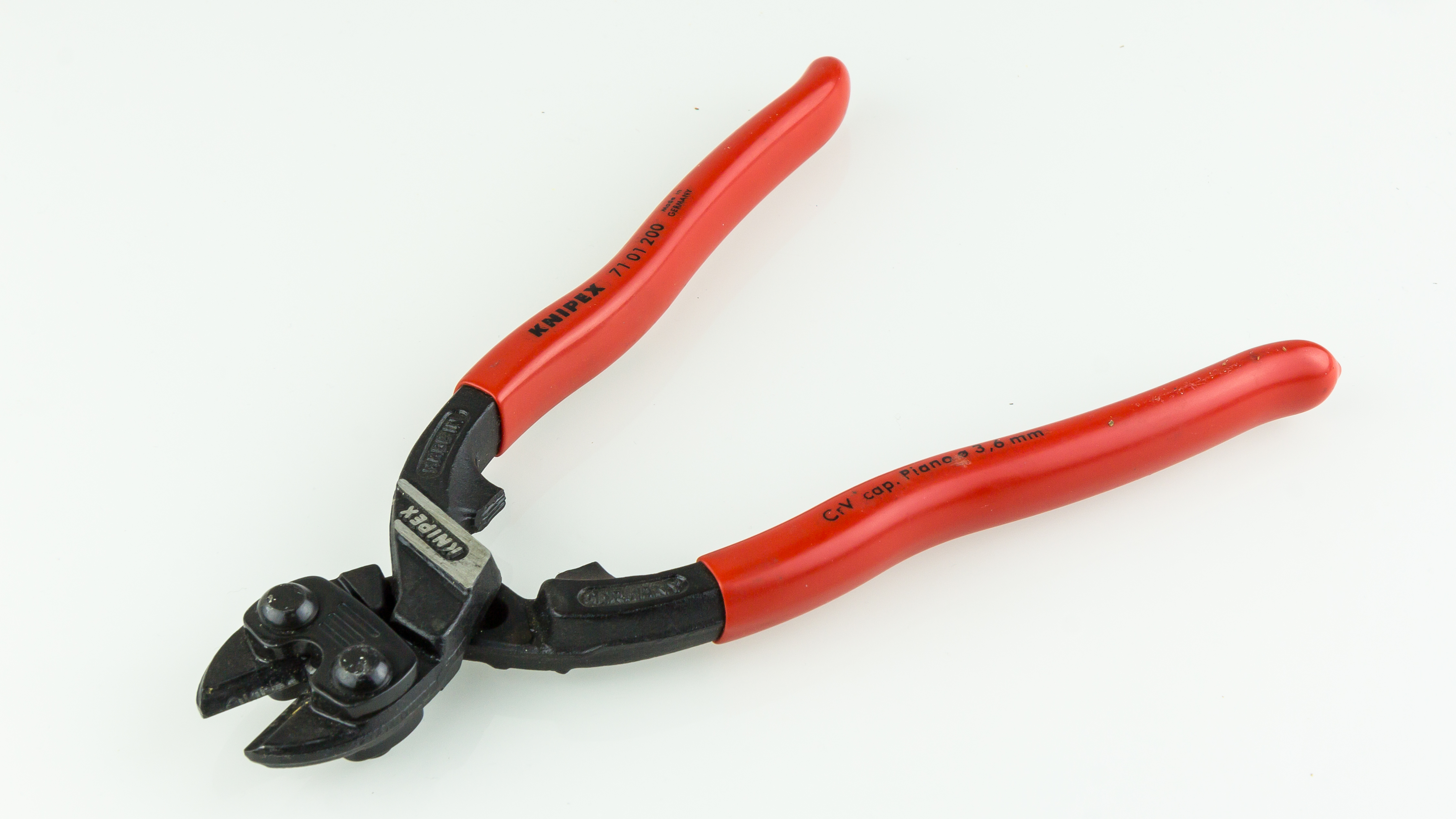
Tallacargols compacte de 200 mm per a filferro de coure de 6 mm o cable de piano de 3,6 mm.

Presentació animada obrint i tancant

Un tallaperns o tallacargols és un tipus d'alicates amb mànecs llargs i fulles de tall curtes, amb frontisses compostes per maximitzar la força de tall. (norma Alemanya DIN 8588). El model gros típic s'acciona amb els dos braços.
És una eina que entre d'altres aplicacions s'empra per tallar manualment cadenes, cadenats, cargols i malla de filferro o varetes de ferro, per exemple els cadenats d'acer dels contenidors si no es disposa de claus. Sol estar fet amb dos mànecs llargs i dues fulles curtes unides per un conjunt de frontisses que aconsegueixen un efecte de palanca composta que multiplica la força aplicada sobre l'objecte a tallar. Tot i així, la capacitat de tall està limitada per la força manual que l'usuari pugui realitzar.

## Descripció
Característiques principals:
- Posseeix una estructura de tisores dissenyades per tallar ferro, amb vores afilades que serveixen per realitzar el tall.
- A través d'una estructura d'uns mànecs llargs i un mecanisme de doble palanca amb una relació adequada permeten fer una gran força sobre peces amb les superfícies de tall endurides .
- La forma amb la punta en angle en forma de "V" s'anomena tallador de planxa. Els capçals de tall solen ser intercanviables..
- Per a aplicacions més lleugeres, hi ha un tallador de cargols compactes d'una sola mà.

## Usos
El tallador de cargols de llarga durada està dissenyat i dimensionat principalment per a la preparació de malla de reforç de ferro en la construcció de formigó armat. El gruix del material que es pot tallar se situa entre 8 i 13 mm, depenent de la mida i el pes del model corresponent exceptuant els materials més durs. La capacitat de tallar ràpidament perns, varetes, filferros, cargols, reblons, cadenes, etc., obre el camp d'aplicació per tallar cadenats de bicicletes i com a eina de robatori.
El tallacargols compacte té molts usos en la indústria i artesania per tallar filferro dur i filferro de piano.

## Alternatives més potents

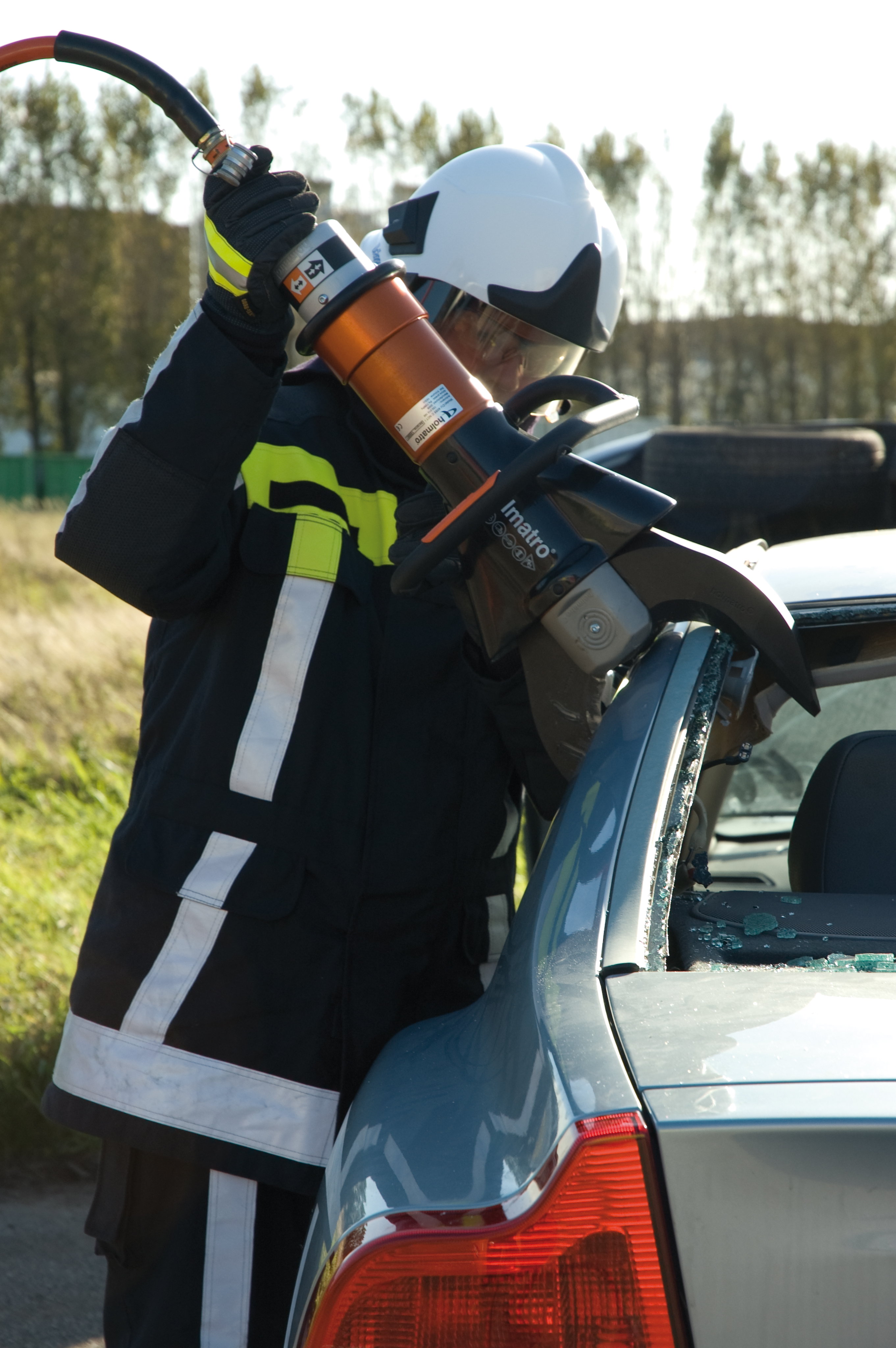
Tisores de rescat emprades per tallar la columna del sostre d'un cotxe

Per al tall de seccions més grans o materials més forts, també es fabriquen uns tallaperns més potents. Hi ha talladors hidràulics, com els que s'utilitzen a tot el món en les operacions de rescat dels departaments de bombers i de les organitzacions de socors (anomenat kit de rescat hidràulic), poden separar objectes sòlids sense les perilloses espurnes generades per l'ús alternatiu d'una esmoladora angular.
També hi ha talladors pneumàtics que funcionen més ràpid que els talladors hidràulics.